# Tim Wu
Tim Wu est un juriste américain, professeur à la Columbia Law School et rédacteur d'opinion pour le New York Times. Il est surtout connu pour avoir inventé et popularisé l'expression de neutralité du réseau.

## Biographie
Tim Wu est né à Washington et a grandi à Bâle en Suisse et à Toronto au Canada. Son père, Alan Ming-ta Wu, était originaire de Taïwan et sa mère Gillian Wu est britannico-canadienne,. Ils ont étudié tous les deux l'immunologie à l'université de Toronto. À l'école, Wu se lie d'amitié avec Cory Doctorow. Il a fréquenté l'université McGill où il a d'abord étudié la biochimie, puis la biophysique. Il a obtenu un baccalauréat universitaire en sciences en 1995 et un diplôme de droit à l'université de Harvard en 1998. À Harvard, il étudia sous la direction de Lawrence Lessig, spécialiste des droits d'auteur.
Wu a été professeur agrégé de droit à l'université de Virginie de 2002 à 2004, professeur invité à la Columbia Law School en 2004, professeur invité à la Chicago Law School en 2005 et professeur invité à la Stanford Law School en 2005. En 2006 il est devenu professeur titulaire à la Columbia Law School et a lancé le projet Posner, une base de données gratuite de tous les avis juridiques de Richard Posner. Tim Wu a déclaré que Posner était « probablement le plus grand juriste vivant d'Amérique ».

## Influence
Wu est connu pour avoir popularisé le concept de neutralité du réseau dans son article de 2003, Network Neutrality, Broadband Discrimination. L'article examine la neutralité du réseau en termes de neutralité entre les applications, ainsi que la neutralité entre les données et propose une législation pour traiter ces questions,.
En 2006, Wu écrit "The World Trade Law of Internet Filtering", qui analyse la possibilité de traiter la censure comme un obstacle au commerce par l'organisation mondiale du commerce. En juin 2007, quand Google a fait pression sur le bureau du représentant américain au commerce pour qu'il porte plainte contre la censure chinoise à l'OMC, l'article de Wu a été cité comme une « source probable » de cette idée. En 2006, Wu a également été invité par la Federal Communications Commission (FCC) pour aider à rédiger les premières règles de neutralité du réseau liées à la fusion de AT&T et BellSouth.